# Attenti alle vedove
Attenti alle vedove (It Happened to Jane) è un film del 1959 diretto da Richard Quine, avente come protagonisti Doris Day e Jack Lemmon.

## Trama
Jane Osgood è una giovane vedova che vive nel piccolo paese di Cape Anne, nel Maine. Giovane e piena di inventiva, Jane si è inventata un particolare commercio: alleva aragoste di prima qualità che poi vende ed invia ai suoi clienti, ovunque essi si trovino, mediante la ferrovia. Ma già alla prima fornitura, spedita da Jane e organizzata nei minimi particolari, succede che le aragoste tornano al mittente ormai in decomposizione e completamente inservibili. La colpa ricade su un disservizio ferroviario causato dall'abolizione dei servizi di consegna delle spedizioni in alcune stazioni, voluto dal proprietario stesso della ferrovia, il magnate Harry Foster Malone. Jane rifiuta qualsiasi compromesso che le propongono i rappresentanti del proprietario della ferrovia mandati sul posto per risarcirla del danno subito con un assegno di 700 dollari, che copre solo il valore a peso delle aragoste e gli intenta causa. Il tribunale le dà ragione ma Malone non si arrende e si prepara per l'appello. Jane allora fa sequestrare uno dei treni della società di Malone come indennizzo. È lotta aperta. I media americani sostengono questa vedova coraggiosa e il suo giovane e timido avvocato, Giorgio Denham, suo amico di infanzia. L'entusiasmo è alle stelle. Malone però passa al contrattacco ed elimina da ogni corsa ferroviaria la piccola stazione di Cape Anne, isolando di fatto la piccola cittadina. Giorgio, però, chiede alla popolazione di stringersi intorno a Jane per aiutarla a difendere i suoi diritti. Il treno sequestrato verrà usato per trasportare le aragoste. Malone, però, riesce a fare in modo che il convoglio sia costretto a giri tortuosi. Jane e Giorgio stanno per arrendersi, ma l'opinione pubblica è tutta schierata dalla loro parte e Malone si ritrova solo, abbandonato da collaboratori e clienti. Sarà quindi lui alla fine a capitolare...

## Distribuzione
Venne ridistribuito negli Stati Uniti nel 1961 col titolo "Twinkle and Shine". Il titolo italiano del film non subì variazioni.